# Thøger Kirk
 Der er for få eller ingen kildehenvisninger i denne artikel, hvilket er et problem. Du kan hjælpe ved at angive troværdige kilder til de påstande, som fremføres i artiklen.

Thøger Kirk er en dansk journalist og tv-vært, særligt kendt for sit arbejde med klima- og miljøspørgsmål. Han har arbejdet som klimakorrespondent på DR Nyheder og TV-vært på en række klima og miljøprogrammer på DR. I dag er han TV-Vært på DRs klimamagasin ”Jorden kalder”.

## Tidlige år og uddannelse
Thøger Kirk er opvokset i Søborg, hvor han gik på Søborg Skole og Gladsaxe Gymnasium. Han blev student i 2002. Han har en bachelorgrad i geografi og journalistik fra Roskilde Universitet, hvorfra han dimitterede i 2008. 

## Karriere
Thøger Kirk begyndte sin karriere på TV2 Nyhederne i 2009 som journalistpraktikant
I 2011 blev han ansat på DR og TV Avisen og magasinprogrammet 21SØNDAG, hvor han lavede indslag fra ind og udland. Han blev blandt andet kendt for sin dækning af Breiviksagen, hvor Thøger Kirk fulgte terrorangrebet og den efterfølgende retssag tæt. Derudover var Thøger Kirk en af de første vestlige journalister i Ebolaramte Vestafrika. Han rejste flere gange ind og ud af Vestafrika, mens der var Ebolavirus. Det resulterede blandt andet i at Thøger Kirk endte på forsiden af eb.dk, der ved en fejl troede han havde fået Ebola. Ekstra bladet beklagede efterfølgende fejlen.
Thøger Kirk var en af de første journalister til rapportere, da Danmark blev ramt af et 
terrorangreb på Krudttønden i februar 2015. Han var nemlig tilfældigvis til fastelavnsfest ved siden af Krudttønden og var derfor igennem kort efter angrebet. Thøger Kirk dækkede desuden en række terrorangreb i Frankrig.
I 2018 blev Thøger Kirk udnævnt til DR Nyheders klimakorrespondent. Thøger Kirk rapporterede de efterfølgende år om klimaforandringer fra blandt andet Pakistan og Grønland. Han har fulgt international og særligt amerikansk klimapolitik tæt og dækket en del COPmøder for DR og var blandt andet hovedfortæller i DR dokumentaren ”Kloden i brand” om internationale klimatopmøder.
Siden april 2021 har Thøger Kirk været TV-vært for programmerne “Jordan Kalder" og “Den Grønne Optur”, de første ugentlige programmer på DR om klima og biodiversitet. “Den Grønne Optur” fokuserede på innovative løsninger på klimaudfordringer i Danmark, Europa og USA. Hans medvært var Joachim Ingversen og Anna Lin. Programmet kørte over tre sæsoner.
I maj 2023 stoppede Thøger Kirk som klimakorrespondent for at være TV-Vært fuldtid på programmet ”Jorden kalder”.

## Kontroverser
Thøger Kirk er kendt for at være journalisten, der sagde ”Du” til Prins Joachim ombord på skoleskibet i 2012. Det klip gik viralt. Thøger Kirk udtalte selv da han var i Aftenshowet 13 år senere, at han fortrød. "Men det var mig, der stillede ham 'du'-spørgsmålet, og det skal han selvfølgelig have en undskyldning for. Jeg synes ikke, det var hans fineste øjeblik. Men det var heller ikke mit fineste øjeblik".